# François Camirand
Pour les articles homonymes, voir Camirand.
François Camirand est un scénariste québécois.

## Biographie
François Camirand est né à Drummondville. Dans les années 1980, il a animé de nombreux ateliers de théâtre dans les Cégeps, ce qui lui a permis d'écrire de nombreuses pièces sur mesure (création collective avec auteur), dont Me crois-tu quand je te souris (1983). Il était membre de la troupe de théâtre de la Marmaille et, avec cette troupe, il a présenté des spectacles au Groenland. Il y a joué dans l'Umiak. Il a écrit avec Gaston Mandeville le classique Le vieux dans le bas du fleuve.
Il a collaboré à plusieurs émissions humoristiques dont Samedi PM et il est coauteur du Bye Bye 1992.
Il est auteur coordonnateur de l'organisme Vie de quartier.

## Filmographie
- 1988 : Robin et Stella
- 1996 : Angélo, Frédo et Roméo
- 1998 : Les Boys 2
- 1999 : Histoires de filles
- 2001 : Les Boys 3
- 2005 : Les Boys 4
- 2006 : Vice caché
- 2008 : Taxi 0-22